# Emplocia pallida
Emplocia pallida là một loài bướm đêm trong họ Geometridae.